# Pleurogonium hispidum
Pleurogonium hispidum is een pissebed uit de familie Paramunnidae. De wetenschappelijke naam van de soort is voor het eerst geldig gepubliceerd in 2001 door Shimomura & Mawatari.